# Genova. Per noi
Genova. Per noi è un film documentario collettivo del 2001 che racconta i tre drammatici giorni del G8 di Genova, dal 19 al 21 luglio 2001.